# Płyta detonacyjna

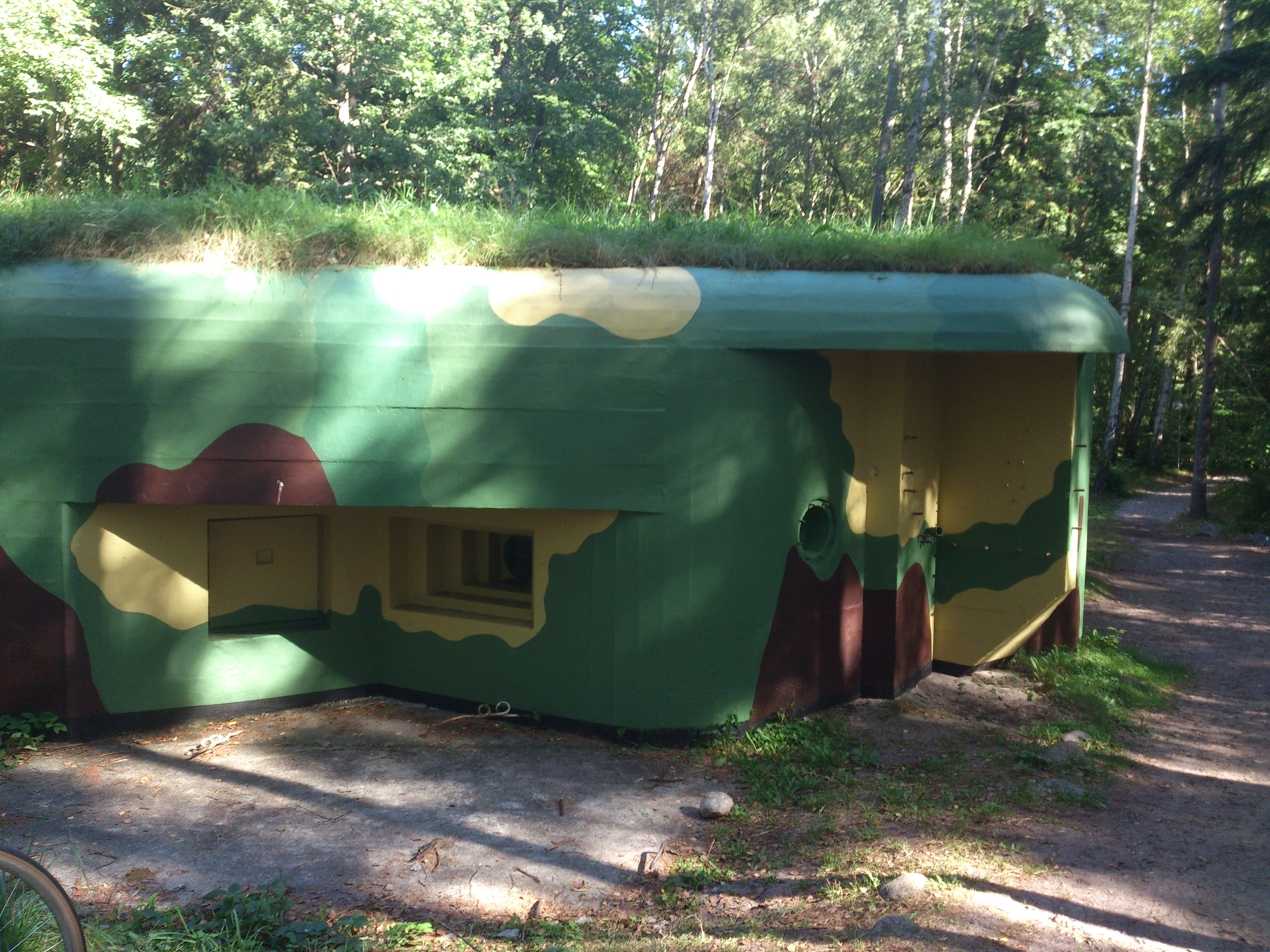
Na pierwszym planie po lewej płyta detonacyjna schronu „Sabała” w Ośrodku Oporu Jastarnia, nad płytą strzelnica

Płyta detonacyjna, materac detonacyjny – płyta odpowiedniej długości wykonana z odpornego materiału (żelbet, kamień zalany zaprawą cementową, dwie warstwy szyn wypełnionych betonem itp.). Celem płyty jest spowodowanie wybuchu pocisku, aby zabezpieczyć właściwy strop, ścianę lub fundament obiektu. Płyta detonacyjna chroni również otwór strzelnicy przed zasypaniem ziemią. Płytę detonacyjną zwykle maskuje się, przykrywając ją niewielką warstwą gruntu.
Płyta detonacyjna może być usytuowana:
- nad stropem schronu i oddzielona od niego warstwą gruntu w celu zmniejszenia działania wybuchu
- obok ściany na wysokości stropu, aby nie dopuścić do przeniknięcia pocisku w ścianę
- obok ściany schronu naziemnego na poziomie, w celu niedopuszczenia do przeniknięcia pocisku przez fundament